# Próxima (película)
PROXIMA es una película española de ciencia ficción escrita y dirigida por Carlos Atanes, y producida por FORTKNOX Audiovisual y Ciberpsique Audiovisual con la colaboración de la Universidad de Huelva y la Asociación de Antiguos Alumnos de la Universidad de Huelva “3 de marzo”.

## Sinopsis
El protagonista de PROXIMA, Tony (Oriol Aubets), es el propietario de un pequeño vídeo-club de ciencia ficción que está al borde de la quiebra; su relación con Natalia (Karen Owens) empeora día a día como consecuencia de la diferencia de intereses existente entre ellos. Un día, Tony acude a una convención de ciencia ficción en la que un famoso escritor del género habla de su último trabajo. Sin embargo, al subir al estrado hace una sorprendente declaración: ya no tiene sentido seguir escribiendo novelas de ciencia ficción porque ha descubierto una manera real y sencilla de viajar a las estrellas, un portal hacia un planeta en la órbita de la estrella Próxima Centauri. Escuchen mi nuevo audiolibro y compruébenlo ustedes mismos, proclama. Esta afirmación causa alboroto, extrañeza y rechazo entre sus fanes; sin embargo, Tony, siente curiosidad y compra el CD de Félix Cadecq (Manuel Solàs) para probarlo.
A partir de ese momento, la vida de Tony no será la misma. Experimenta extrañas sensaciones; conoce a gente sorprendente que le asegura conocer la manera de escapar a la flota de acorazados extraterrestres que se dirige a la Tierra. Inicia, en definitiva, un viaje hacia la estrella Próxima Centauri. Pero lo que encuentra allí no es exactamente lo que esperaba.

## Producción
PROXIMA es una película producida por FortKnox Audiovisual y Ciberpsique Audiovisual con la colaboración de la Universidad de Huelva y de la Asociación de Antiguos Alumnos de la Universidad de Huelva “3 de Marzo”. Se trata del segundo largometraje del director independiente Carlos Atanes, también autor del guion, que se inscribe, nuevamente, en el género de la ciencia ficción como antes lo hizo su ópera prima FAQ: Frequently Asked Questions. El director insiste, una vez más, en el género de la ciencia ficción tan poco usual en la cinematografía española. 
La película ha sido rodada en vídeo digital (HDV, color, 116 min.), como ya es habitual en la filmografía de este director, y ha contado con la dirección de fotografía de Joan Babiloni (A.E.C.). Su rodaje, de una duración aproximada de dos meses, se realizó en 2006 a caballo entre Cataluña y Andalucía, concretamente en las provincias de Barcelona, Lérida y Huelva. En las dos primeras transcurren las escenas de la vida real de Tony (Oriol Aubets) como, por ejemplo, el cierre de su vídeo-club o el encuentro del protagonista con El Mensajero (el mentalista Anthony Blake en el El Invernal (pequeña ermita en Lérida). En la provincia de Huelva se rodaron las secuencias extraterrestres de la película. Así, las escenas en las que se recrea el planeta que orbita la estrella Próxima se graban en la Corta Atalaya, una mina a cielo abierto, ubicada en Riotinto, en la sierra de Huelva. Se trata de una de las minas más antiguas y grandes del mundo, cuyo pozo central, inundado en su parte más profunda por un lago ácido, mide más de 1200 metros de diámetro, convirtiéndose en un emplazamiento singular y espectacular.

## Temas
PROXIMA es una película de ciencia ficción cuyo punto de partida es, precisamente, la visión de un amante del género a partir de la cual se nos presentan temas clásicos de la ciencia ficción: la posibilidad de romper la relación espacio-tiempo, el contacto con una civilización extraterrestre (y el impacto social que esto supondría), la presencia de un futuro nada halagüeño del que se puede escapar, el viaje a un mundo desconocido, la relación entre lo onírico y lo real, el lavado de cerebro, etc. A ello se añade una nueva perspectiva, la que tiñe de un realismo crudo la experiencia de Tony en el satélite que orbita Próxima, tan cercana a un western como a un viaje sideral. 
La película contiene también diversos guiños dirigidos a los conocedores del género. Así uno de los principales personajes, Félix Cadecq, que inicia al protagonista en el camino para conocer a una civilización más avanzada, es un trasunto de Philip K. Dick, famoso escritor de ciencia ficción, entre cuyas obras se encuentran, El hombre en el castillo, El hombre dorado, El informe de la minoría (Minority Report) o ¿Sueñan los androides con ovejas eléctricas? (punto de partida de Blade Runner). La secuencia en la que Félix Cadecq comunica su decisión de abandonar la literatura y afirma haber descubierto un nuevo portal, recuerda la anécdota real sucedida a Philip K. Dick en un congreso de ciencia ficción en Metz (Francia) en 1977.
Pero también se encuentran alusiones a grandes directores del género como Georges Méliès o Segundo de Chomón cuyas películas admira el protagonista especialmente. Y no falta el guiño a la polémica entre los amantes de Star Wars y Star Trek, con personajes que discuten acerca de lo que realmente es ciencia ficción o no lo es. 
En agosto de 2016 la revista Nature anunció el descubrimiento de Próxima Centauri b, un planeta en la órbita de la estrella Próxima Centauri de características muy similares al que aparece en la película.

## Reparto
PROXIMA cuenta con un amplio reparto puesto que en su rodaje participaron más de doscientos extras, concretamente en las escenas del planeta y en las del congreso de ciencia ficción. Entre los principales personajes se encuentran:
- Oriol Aubets - Tony
- Anthony Blake - El Mensajero
- Manuel Solàs - Félix Cadecq
- Abel Folk - Nestor
- Hans Richter - Gabriel
- Joan Frank Charansonnet - Lucas
- Karen Owens - Natalia
- Manuel Masera - Goknur
- Beatriz Urzáiz – Ío
- Quim Castellà - Teo
- Arantxa Peña – Susi
- Enric Cervera – Ricardo
- Alfonso Merelo – Director del Congreso
- Ernest Mascort – Cliente video cub
- Antonio Aroca cl3ub

## Música
El compositor barcelonés Xavier Tort y el grupo turinés de rock lírico-industrial Thee Maldoror Kollective han sido los encargados de la creación e interpretación de la música de PROXIMA. A ellos se añade Manolo Tena, que ha cedido su canción El único habitante de la Luna para los créditos finales de la película. 
En cierto modo, desde una perspectiva estética y sensorial, puede considerarse que la música (en cuanto a su densidad y su tratamiento instrumental) discurre de forma paralela a las secuencias de la película. Así, en la primera parte de PROXIMA prima la sonoridad (el timbre) de los instrumentos de percusión metálica —como vibráfono o barras de hierro— aunque también diversos de parche (en medio de orquestaciones para cuerdas, bronces, guitarras distorsionadas, sintetizadores, etc…) dando así una sensación de tierra. A medida que transcurre la película y el personaje principal se va implicando en un mundo sideral, la música se vuelve más ingrávida utilizando cuerdas y voces líricas, principalmente de mezzosoprano y soprano para pequeño formato.
A mediados de 2007 el sello discográfico Foreshadow Productions publicó el CD Themes from PROXIMA, en el que se reúnen las seis piezas (en su versión ampliada) que Thee Maldoror Kollective compuso e interpretó para la película.

## Recepción
Como ya ocurriera con FAQ: Frequently Asked Questions y, en general, con toda la filmografía anterior de su director, la recepción de PROXIMA tanto por parte de festivales como de la crítica también ha sido mucho más entusiasta en el extranjero que en España. PROXIMA se estrenó fuera de concurso en el Festival Internacional de Cine Fantástico de Oporto (Fantasporto 2007) un día antes del pase especial de la Casa Colón de Huelva. Con posterioridad ha sido seleccionada en diversos festivales de cine de ciencia ficción internaciones, como por ejemplo: 
- Sci-Fi London, Reino Unido
- Festival de Cine Fantástico Buenos Aires Rojo Sangre, Argentina
- Festival de Cine Fantástico ICON de Tel-Aviv, Israel (película nominada al premio ICON de cine fantástico)
- Montevideo Fantástico (Uruguay)
- HispaCon (Congreso español de ciencia ficción, Sevilla, España) (nominación al premio Ignotus a la mejor producción audiovisual de 2008)
- Eurocon (Congreso Europeo de ciencia ficción, Copenhague, Dinamarca)
- Planet Ant Film & Video Festival, "Detroit's Independent Film Festival" (Estados Unidos)

Desde el 30 de junio de 2008 el DVD de la película (subtitulado al inglés) está disponible a través de su página web oficial.

## Documentales
El documental Made in PROXIMA (un rodaje de ciencia-ficción) recoge a modo de making of las experiencias del rodaje independiente de la película así como los comentarios y opiniones de algunos de sus participantes, entre ellos el propio director Carlos Atanes, los productores, el músico Xavier Tort y algunos de los actores como Oriol Aubets, Karen Owens, Manuel Solàs, Joan Frank Charansonnet, Manuel Masera y Arantxa Peña. También rodado en video digital, tiene una duración de 52 minutos y se puede visionar gratuitamente en la página web de la película.